# Balije Marburg
Marburg was een balije van de Duitse Orde.

## Ontstaan en groei van de balije
In 1234 werd het Elizabethshospitaal in Marburg door de landgraaf van Thüringen overgedragen aan de commanderij Marburg van de Duitse Orde. Vervolgens begon de Orde in 1235 de bouw van de Elizabethskerk. Marburg werd hierdoor een van de belangrijkste vestigingen van de Orde binnen Duitsland. De Duitse Orde was voor dit moment al in het bezit van goederen en rechten in Reichenbach, Ober-Flörsheim, Obermöllrich. De commanderij te Obermöllrich werd later verplaatst naar Fritzlar. 
In 1247 verwierf de Orde patronaatsrechten in Felsberg en na 1234 bezittingen rond Kirchhain. Sinds het midden van de dertiende eeuw bezat de Orde goederen in Wetzlar. Het Augustijner koorherensticht werd in 1323 verworven. Een aantal bezitscomplexen werden niet verheven tot commanderij, zoals Gross-Seelheim. Merzhausen, Stedebach, Seibelsdorf, Gelnhausen, Friedberg en Görzhausen. De commanderij Griefstedt werd afgestaan door de balije Thüringen. In 1284 werden ook de bezittingen in Erfurt overgedragen. In 1287 stond de balije Koblenz de patronaatsrechten in Herborn af.

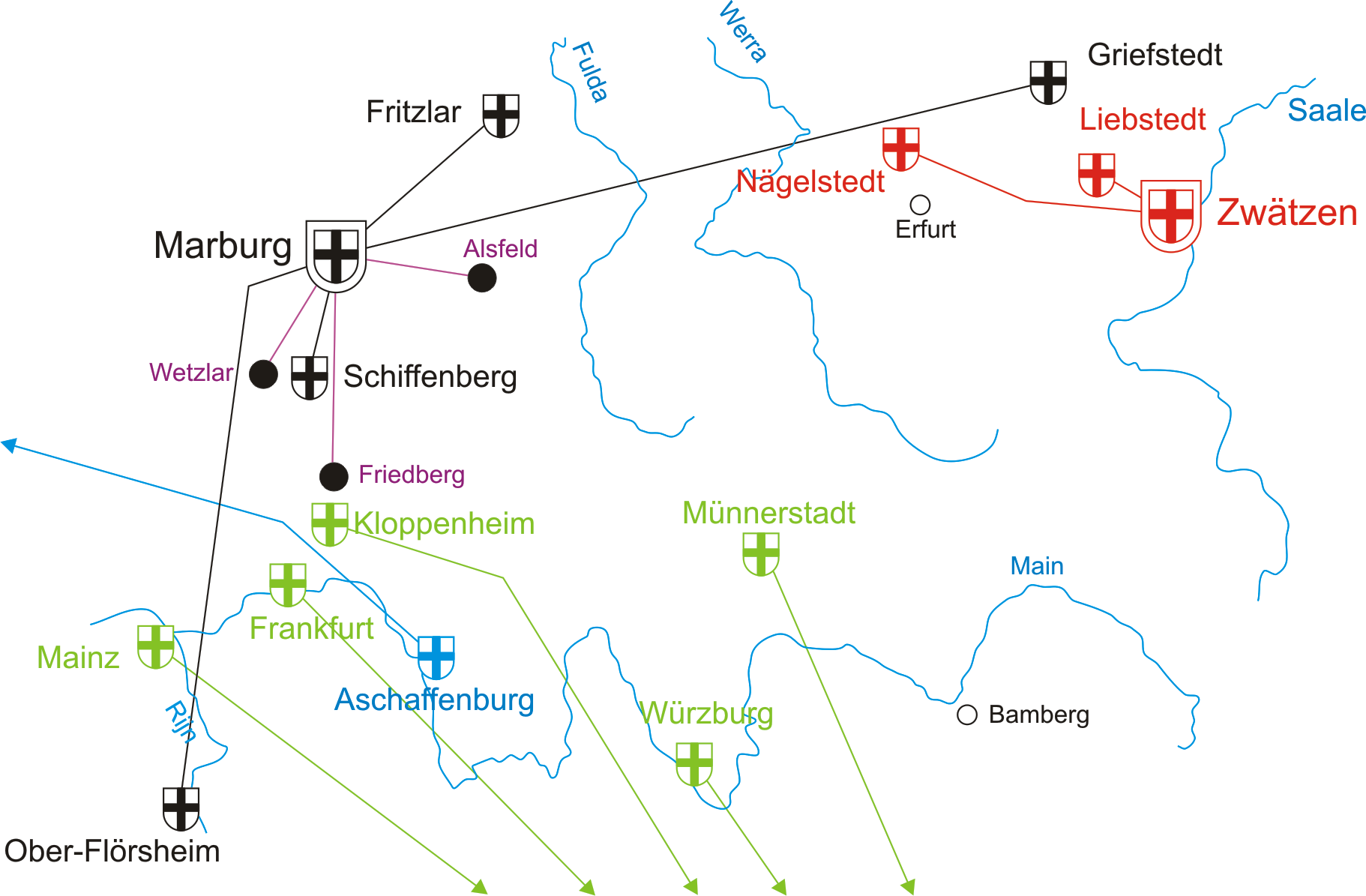
de commanderijen van de balijen Marburg en Thüringen aan het eind van de achttiende eeuw

## Commanderijen
- Marburg
- Erfurt
- Felsberg
- Fritzlar
- Griefstedt
- Kirchhain
- Ober-Flörsheim
- Reichenbach (1310 verenigd met commanderij Marburg)
- Schiffenberg
- Wetzlar

## De balije na de Reformatie
Tijdens de reformatie nam het landgraafschap Hessen de balije in bezit. Toch bleef de balije rijksonmiddellijk. Aan het eind van de achttiende eeuw bestond de volgende situatie:
- landcommanderij Marburg, (gelegen in Hessen-Kassel) mit de kastnerei Alsfeld (gelegen in Hessen-Darmstadt) en de kastnerei Friedberg (gelegen in het burggraafschap Friedberg). De Orde maakte aanspraak op de Reichsunmittelbarkeit.
- commanderij Wetzlar (Reichsunmittelbar)
- commanderij Schiffenberg (Reichsunmittelbarkeit omstreden met Hessen-Darmstadt)
- commanderij Fritzlar (Reichsunmittelbar)
- commanderij Griefstedt (gelegen in het Keurvorstendom Saksen)
- commanderij Ober-Flörsheim (Reichsunmittelbarkeit omstreden met Keur-Palts)

In 1791 werd de landcommanderij Marburg samengevoegd met de verwaltung Fritzlar, de schaffnerei Flörsheim, de rezeptur Friedberg en de kastnerei Wetzlar. Ober/Flòrsheim ging verloren door de annexatie van de linker Rijnoever in 1797 door Frankrijk.
In 1809 werd de Duitse Orde in de staten van de Rijnbond en dus ook in Hessen opgeheven.